# Хлонгване, Бонгокухле
Бонгокухле Хлонгване (англ. Bongokuhle Hlongwane; род. 20 июня 2000, Nxamalala) — южноафриканский футболист, нападающий клуба «Миннесота Юнайтед» и сборной ЮАР.

## Клубная карьера
Хлонгване — воспитанник клуба «Марицбург Юнайтед». 24 апреля 2019 года в матче против «Орландо Пайретс» он дебютировал в чемпионате ЮАР. 28 февраля 2020 года в поединке против «Стеллебош» Бонгокухле сделал «дубль», забив свои первые голы за «Марицбург Юнайтед».
В начале 2022 году Хлонгване перешёл в американский «Миннесота Юнайтед», подписав контракт на 3 года. 26 февраля в матче против «Филадельфия Юнион» он дебютировал в MLS. 24 июля в поединке против «Хьюстон Динамо» Бонгокухле забил свой первый гол за «Миннесота Юнайтед». 

## Международная карьера
10 июня 2021 года в товарищеском матче против сборной Уганды Хлонгване дебютировал за сборную ЮАР. В этом же поединке Бонгокухле забил свой первый гол за национальную сборную. 

### Голы за сборную ЮАР
| #   | Дата            | Место                          | Противник | Счёт | Результат | Соревнование                     |
| --- | --------------- | ------------------------------ | --------- | ---- | --------- | -------------------------------- |
| 01. | 10 июня 2021    | Орландо, Йоханнесбург, ЮАР     | Уганда    | 2:1  | 3:2       | Товарищеский матч                |
| 02. | 6 сентября 2021 | Соккер Сити, Йоханнесбург, ЮАР | Гана      | 1:0  | 1:0       | КАН 2019 квалификация            |
| 03. | 17 ноября 2022  | Мбомбела, Мбомбела, ЮАР        | Мозамбик  | 1:1  | 2:1       | Чемпионат мира 2018 квалификация |
| 04. | 17 ноября 2022  | Мбомбела, Мбомбела, ЮАР        | Мозамбик  | 2:1  | 2:1       | Чемпионат мира 2018 квалификация |